# 西穂高村
西穂高村（にしほたかむら）は長野県南安曇郡にあった村。現在の安曇野市穂高柏原・穂高牧にあたる。

## 地理
- 山：浅川山、横通岳、常念岳、前常念岳
- 河川：烏川

## 歴史
- 慶長年間には柏原村と牧草深村であり（慶長改帳）、正保年間にも同様であったが（正保書上）、元禄年間以降は後者は牧村と称するようになった（元禄郷帳）。
- 1873年（明治7年）10月25日 - 筑摩県安曇郡柏原村・牧村が合併して西穂高村（第1次）となる。
- 1876年（明治9年）8月21日 - 西穂高村（第1次）が長野県の所属となる。
- 1879年（明治12年）1月4日 - 郡区町村編制法の施行により、西穂高村（第1次）が南安曇郡の所属となる。
- 1880年（明治13年）8月25日 - 西穂高村（第1次）が分割して牧村・柏原村となる。
- 1889年（明治22年）4月1日 - 町村制の施行により、牧村・柏原村の区域をもって西穂高村（第2次）が発足。
- 1954年（昭和29年）11月3日 - 穂高町・有明村・北穂高村と合併し、改めて穂高町が発足。同日西穂高村廃止。

## 交通

### 鉄道路線
- 日本国有鉄道
  - 大糸線
    - 柏矢町駅